# Hub van Baar
Hubertus Melchior Josephus (Hub, Huub) van Baar (Deurne, 24 maart 1894 - Deurne, 1 december 1982) was een Nederlands kunstschilder.
Van Baar werd geboren in boerderij de Pelikaan aan de Helmondseweg in Deurne, waar zijn ouders Frans van Baar en Maria van Baar-van Bon een bierbrouwerij hadden. Hub was de derde van zeven kinderen in het gezin. Op 9-jarige leeftijd verhuisde hij met zijn ouders, broers en zussen naar Venray. Hij genoot een kunstopleiding aan de kunstacademie van Amsterdam.
Hub van Baar schilderde voornamelijk landschappen, waarvan zijn schilderijen van de Dommel het bekendst zijn. In die periode woonde hij aan de Gestelsestraat in Eindhoven. Hij was tevens werkzaam als docent.

## Trivia
- Hub van Baar was een kleinzoon van Hendrik van Baar, voormalig burgemeester van Deurne.